# Scrimă la Jocurile Olimpice de vară din 1920
Probele de scrimă la Jocurile Olimpice de vară din 1920 s-au desfășurat în perioada 15–26 august la Palatul Egmont din Anvers în Belgia. 149 de trăgători din 13 țări s-au prezentat la competiție. Nu a fost inclusă nici o probă feminină. Italianul Nedo Nadi a câștigat medalia de aur în cele cinci probe în care a participat.

## Clasament pe medalii
| Loc | Țară                             | Aur | Argint | Bronz | Total |
| --- | -------------------------------- | --- | ------ | ----- | ----- |
| 1   | Italia (ITA)                     | 5   | 1      | 0     | 6     |
| 2   | Franța (FRA)                     | 1   | 4      | 3     | 8     |
| 3   | Belgia (BEL)                     | 0   | 1      | 0     | 1     |
| 4   | Olanda (NED)                     | 0   | 0      | 2     | 2     |
| 5   | Statele Unite ale Americii (USA) | 0   | 0      | 1     | 1     |

## Evenimente

### Masculin
| Probă             | Aur | Argint | Bronz |
| Spadă             | Armand Massard · Franța (FRA) | Alexandre Lippmann · Franța (FRA) | Gustave Buchard · Franța (FRA) |
| Spadă pe echipe   | Italia (ITA) · Aldo Nadi · Nedo Nadi · Abelardo Olivier · Giovanni Canova · Dino Urbani · Tullio Bozza · Andrea Marrazzi · Antonio Allochio · Tommaso Constantino · Paolo Thaon di Revel | Belgia (BEL) · Paul Anspach · Léon Tom · Ernest Gevers · Félix Goblet D'aviella · Victor Boin · Joseph De Craecker · Philippe Le Hardy De Beaulieu · Orphile Fernand De Montigny | Franța (FRA) · Armand Massard · Alexandre Lippmann · Gustave Buchard · Georges Casanova · Georges Trombert · Gaston Amson · Émile Moreau |
| Floretă           | Nedo Nadi · Italia (ITA) | Philippe Cattiau · Franța (FRA) | Roger Ducret · Franța (FRA) |
| Floretă pe echipe | Italia (ITA) · Aldo Nadi · Nedo Nadi · Abelardo Olivier · Pietro Speciale · Rodolfo Terlizzi · Oreste Puliti · Tommaso Constantino · Baldo Baldi                                         | Franța (FRA) · André Labattut · Georges Trombert · Marcel Perrot · Lucien Gaudin · Philippe Cattiau · Roger Ducret · Gaston Amson · Lionel Bony De Castellane                    | Statele Unite ale Americii (USA) · Francis Honeycutt · Arthur Lyon · Robert Sears · Henry Breckinridge · Harold Rayner                   |
| Sabie             | Nedo Nadi · Italia (ITA) | Aldo Nadi · Italia (ITA) | Adrianus De Jong · Olanda (NED) |
| Sabie pe echipe   | Italia (ITA) · Aldo Nadi · Nedo Nadi · Francesco Gargano · Oreste Puliti · Giorgio Santelli · Dino Urbani · Federico Cesarano · Baldo Baldi                                              | Franța (FRA) · Jean Margraff · Marc Marie Jean Perrodon · Henri Marie Raoul De Saint Germain · Georges Trombert                                                                  | Olanda (NED) · Jan Van Der Wiel · Adrianus De Jong · Jetze Doorman · Willem Van Blijenburgh · Louis Delaunoy · Salomon Zeldenrust        |

## Țări participante
149 de scrimeri din 13 țări au participat:
- Belgia (22)
- Cehoslovacia (9)
- Danemarca (8)
- Egipt (1)
- Elveția (8)
- Franța (18)
- Grecia (3)
- Italia (19)
- Marea Britanie (18)
- Olanda (10)
- Portugalia (8)
- Statele Unite ale Americii (17)
- Suedia (8)

## Legături externe
- Statistice Arhivat în 22 iunie 2012, la Wayback Machine. pe Sports Reference